# Fisioterapia
La fisioterapia (del griego φυσις physis, 'naturaleza', y θεραπεία therapéia, 'tratamiento'), también conocida como terapia física, es una disciplina de ciencias de la salud que ofrece tratamiento y rehabilitación física para diagnosticar, prevenir y tratar síntomas de múltiples patologías, tanto agudas como crónicas, por medio de ejercicios terapéuticos y agentes físicos como la electricidad, ultrasonido, láser, calor, frío, agua y técnicas manuales como estiramientos, tracciones y masoterapia.
Según la Confederación Mundial para la Fisioterapia, la fisioterapia tiene como objetivo facilitar el desarrollo, mantenimiento y recuperación de la máxima funcionalidad y movilidad del individuo o grupo de personas a través de su vida.
Se caracteriza por buscar el desarrollo evidentemente adecuado de las funciones que producen los sistemas del cuerpo, donde su buen o mal funcionamiento repercute en la cinética o movimiento corporal humano. 
Interviene, mediante el empleo de técnicas científicamente demostradas, cuando el ser humano ha perdido o se encuentra en riesgo de perder, o alterar de forma temporal o permanente, el adecuado movimiento, y con ello las funciones físicas, sin olvidar el papel fundamental que tiene la fisioterapia en el ámbito de la prevención para el óptimo estado general de salud.

## Visión general
La terapia física o fisioterapia trata las enfermedades o lesiones que limitan la capacidad de una persona de moverse y realizar actividades funcionales en su vida cotidiana. Los Fisioterapeutas utilizan la historia clínica de un individuo y el examen físico para llegar a un diagnóstico y establecer un plan de tratamiento y, en caso necesario, incorporan los resultados de análisis de laboratorio y de imagen como radiografías, tomografías computarizadas o resonancias magnéticas. También se pueden utilizar pruebas de electrodiagnóstico  (como electrogramas) y pruebas de velocidad de conducción nerviosa). La Fisioterapia generalmente incluye la prescripción de, o asistencia con, ejercicios concretos, manipulación y terapias manuales, dispositivos mecánicos de tracción, educación y agentes electrofísicos (calor, frío, electricidad, ondas sonoras, radiación, prescripción de dispositivos de apoyo, prótesis, órtesis y otras intervenciones). Además, los Fisioterapeutas trabajan con las personas para impedir la pérdida de movilidad antes de que ocurra mediante el desarrollo de programas orientados a mejorar la forma física y el bienestar para conseguir estilos de vida más activos y saludables, proporcionando servicios a las personas y poblaciones para desarrollar, mantener y restaurar al máximo el movimiento y capacidad funcional y la esperanza de vida. Esto incluye proporcionar tratamiento terapéutico en circunstancias donde el movimiento y la función están amenazados por envejecimiento, lesión, enfermedad o factores medioambientales.
La terapia física es una carrera profesional que tiene varias subespecialidades, como deporte, neurología, cuidado de heridas, EMG, aparato circulatorio, geriatría, cirugía ortopédica, salud de la mujer, y pediatría. La rehabilitación neurológica es un campo emergente que crece muy rápido. Los Fisioterapeutas practican en muchos marcos, como clínicas privadas, clínicas para pacientes ambulatorios, salud clínica y bienestar, hospitales de rehabilitación, residencias de ancianos con personal cualificado, instalaciones de cuidado prolongado, escuelas, hospicios, lugares de trabajo industriales u otros entornos ocupacionales y centros deportivos.
Los terapeutas físicos también trabajan en roles de política y administración sanitarias, en seguros de salud, y como ejecutivos en empresas de asistencia sanitaria. También hay fisioterapeutas que trabajan en derecho médico como expertos, realizando arbitraje o llevando a cabo exámenes médicos independientes.

## Historia

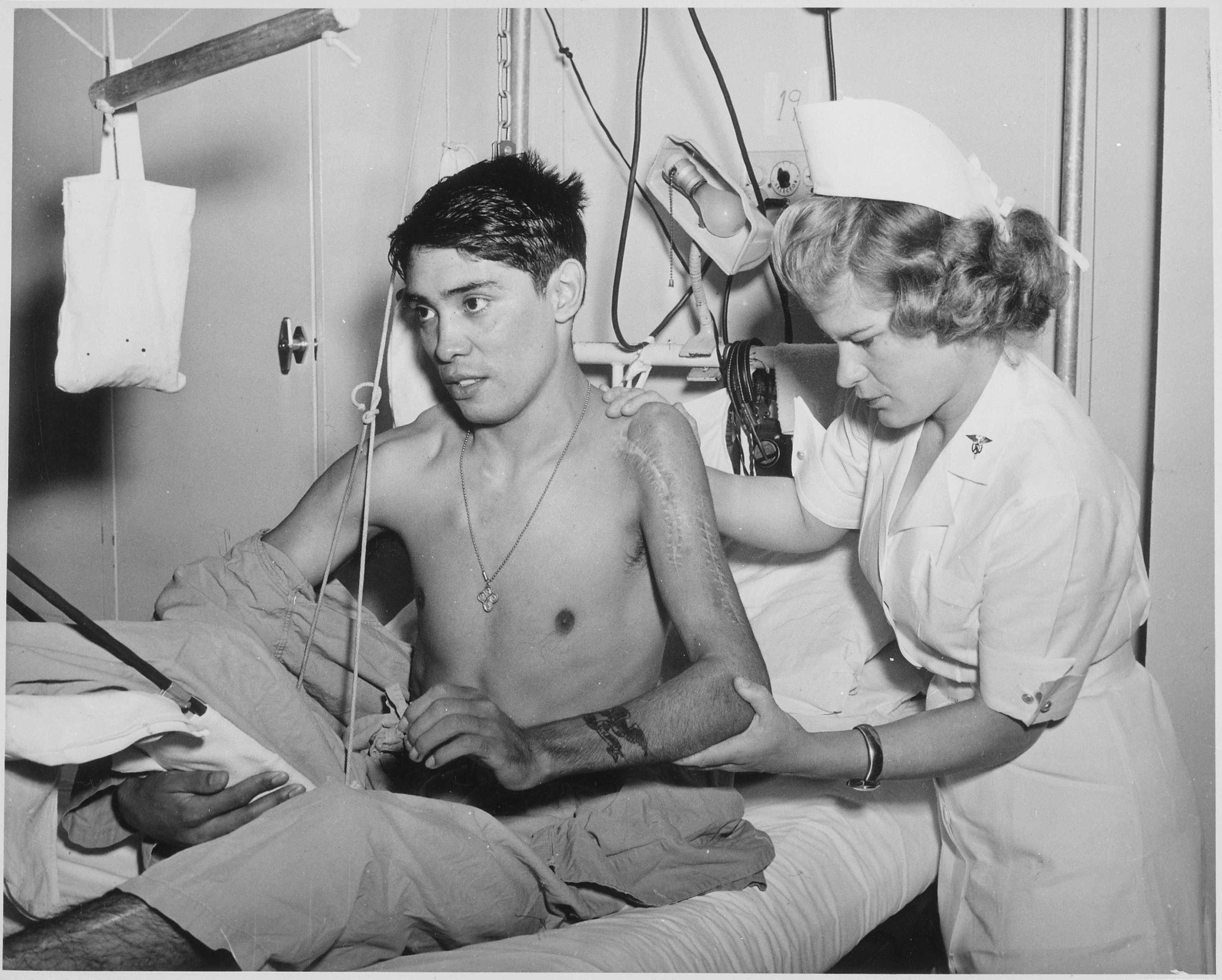
Ejercitar a hombro y codo para aumentar el movimiento que sigue fractura y dislocación del húmero está siendo dado por una terapeuta de ejército a un paciente soldado.

Físicos como Hipócrates y, más tarde, Galeno fueron los primeros practicantes de terapia física, realizando masajes, técnicas de terapia manual e hidroterapia para tratar personas en 460 A. C.[Verificación requerida] Después del desarrollo de la ortopedia en el siglo XVIII, máquinas como el gimnasticon fueron desarrolladas para tratar la gota y otras enfermedades similares mediante ejercicio sistemático de las articulaciones, similares a desarrollos más tardíos en terapia física.
Los orígenes documentados más antiguos de la terapia física como profesión se deben a Pehr Henrik Ling, "Padre de la Gimnasia sueca," quién fundó el Instituto Central Real de Gimnasias (RCIG) en 1813 para la manipulación y el ejercicio. La palabra sueca para terapeuta físico era sjukgymnast = alguien que realiza gimnasias para quienes están enfermos, pero en 2014 se cambió por fysioterapeut, la palabra usada en otros países escandinavos. En 1887, la Fisioterapia fue reconocida oficialmente por el Consejo Nacional de Salud y Bienestar de Suecia.
Otros países pronto le siguieron. En 1894, cuatro enfermeros en Gran Bretaña formaron la Chartered Society of Physiotherapy.  La Escuela de Fisioterapia en la Universidad de Otago se creó en Nueva Zelanda en 1913, y el Reed College en Portland, Oregón, Estados Unidos, en 1914. En éste se conseguía el título de en  la cual graduó "auxiliares de reconstrucción." Desde el comienzo de la profesión, la terapia espinal manipulativa ha sido un componente de la terapia física.
La terapia física moderna se estableció hacia el fin del siglo XIX, debido a acontecimientos que tuvieron un efecto en una escala global, que requirieron avances rápidos en terapia física. Poco después, los cirujanos ortopédicos americanos empezaron a tratar niños con discapacidades, y a emplear a mujeres entrenadas en educación física y ejercicio terapéutico. Estos tratamientos fueron aplicados y fomentados durante el estallido de la Polio en 1916. Durante la Primera Guerra Mundial, las mujeres eran reclutadas para trabajar y restaurar la función física a soldados heridos, y el campo de la terapia física se institucionalizó. La primera escuela de terapia física estuvo establecida en el Walter Reed Army Hospital en Washington D. C., poco después del estallido de la Primera Guerra Mundial. La investigación catalizó el movimiento de terapia física. La primera investigación en terapia física fue publicada en los Estados Unidos en marzo de 1921 en "The PT Review". En el mismo año, Mary McMillan organizó la Asociación de Terapia Física (ahora llamada la Asociación de Terapia Física Americana (APTA)). En 1924, la Georgia Warm Springs Foundation avanzó el campo de la terapia física promocionándola como tratamiento para la polio. El tratamiento en los años cuarenta consistía principalmente en ejercicio, masaje, y tracción. En los primeros años de la década de los cincuenta se empezaron a usar procedimientos de manipulación en la columna vertebral y en las articulaciones de las extremidades, especialmente en los países de la British Commonwealth. Para cuando estuvieron desarrolladas las vacunas contra la polio, los terapeutas físicos ya tenían su hueco en los hospitales de Norteamérica y Europa. A finales de los años cincuenta, los terapeutas físicos empezaron a salir de los hospitales para empezar a trabajar en clínicas ortopédicas, escuelas públicas, centros de salud de universidades, residencias de ancianos, centros de rehabilitación y centros médicos. La especialización para la terapia física en los EE. UU. ocurrió en 1974, cuando se creó la Sección Ortopédica del APTA para formar terapeutas físicos especializados en Ortopedia. En el mismo año se creó la International Federation of Orthopaedic Manipulative Physical Therapists, que desde entonces contribuye al avance de la terapia manual en todo el mundo. Desde el año 1996 se conmemora el día mundial de la fisioterapia el 8 de septiembre después de la constitución de la World Confederation for Physical Therapy (WCPT).

## Definición
La Organización Mundial de la Salud (OMS) define en 1958 a la fisioterapia como: "la ciencia del tratamiento a través de: medios físicos, ejercicio terapéutico, masoterapia y electroterapia. Además, la Fisioterapia incluye la ejecución de pruebas eléctricas y manuales para determinar el valor de la afectación y fuerza muscular, pruebas para determinar las capacidades funcionales, la amplitud del movimiento articular y medidas de la capacidad vital, así como ayudas diagnósticas para el control de la evolución".
Por su parte, la Confederación Mundial por la Fisioterapia (WCPT) en 1967 define a la Fisioterapia desde dos puntos de vista: 
- Desde el aspecto relacional o externo, como “uno de los pilares básicos de la terapéutica de los que dispone la Medicina para curar, prevenir y readaptar a los pacientes; estos pilares están constituidos por la Farmacología, la Cirugía, la Psicoterapia y la Fisioterapia”.

- Desde el aspecto sustancial o interno, como “Arte y Ciencia del Tratamiento Físico, es decir, el conjunto de técnicas que mediante la aplicación de agentes físicos curan, previenen, recuperan y readaptan a los pacientes susceptibles de recibir tratamiento físico”.

## Funciones
Básicamente son tres:
1. Asistencial.
2. Docente e Investigadora.
3. Gestión.

### Función asistencial
Relación que el fisioterapeuta, como profesional sanitario, establece con una sociedad sana pero que requiere un tratamiento con la finalidad de prevenir, curar, y recuperar por medio de la actuación y técnicas propias de la fisioterapia. El fisioterapeuta deberá establecer una valoración previa y personalizada para cada enfermo, y emitir el diagnóstico fisioterápico, que consistirá en un sistema de evaluación funcional y un sistema de registro e historia clínica de fisioterapia, en función de los cuales planteará unos objetivos terapéuticos, y en consecuencia diseñará un plan terapéutico utilizando para ello los agentes físicos propios y exclusivos de su disciplina. 

### Función docente e investigadora
La fisioterapia es una profesión sanitaria que está integrada en la Universidad; corresponde pues al fisioterapeuta docente proporcionar una formación cualificada a sus alumnos y adaptarse a los nuevos avances científicos que se produzcan en la profesión, para así poder proporcionar una formación en todo momento actualizada y participar en estudios de investigación propios de su disciplina.

### Función de gestión
El fisioterapeuta puede o no tener la responsabilidad de participar en la Gestión de los Gabinetes o Centros de Fisioterapia donde realiza su actividad sanitaria, variando esto según la legislación vigente de cada país.
Por ejemplo, en la República Argentina coexisten los kinesiólogos, kinesiólogos fisiatras, licenciados kinesiólogos fisiatras, licenciados en kinesiología y fisioterapia, fisioterapeutas y terapeutas físico, licenciado en Kinesiología y Fisiatría (todos el mismo título profesional). Según dice la Ley Nacional en Argentina (Ley 24.317 Ejercicio profesional de especialistas en kinesiología, dentro de lo considerado ejercicio profesional encontramos: la docencia, investigación, planificación, gestión, dirección, administración, evaluación y asesoramiento, y auditoría, todos ellos sobre temas de su incumbencia, tanto en el ámbito sanitario como académico, público o privado, permitiendo así la gestión en Gabinetes o Centros de Fisioterapia o demás instituciones sanitarias.

## Procesos en los que interviene la Fisioterapia
La Fisioterapia intervendrá en los procesos patológicos de todas las Especialidades Clínicas siempre que en ellos esté indicada la aplicación de cualquiera de las modalidades de Terapéutica Física descritas, siendo el fisioterapeuta el responsable de la valoración y planificación de objetivos y medidas terapéuticas propias de la Fisioterapia.
- Atención de Salud Mental y atención por Psiquiatría: depresión, ansiedad, trastornos de la conducta alimentaria, esquizofrenia, adicciones, trastornos bipolares y de la personalidad, etc.
- Kinesiología
- Obstetricia y ginecología: Reeducación pre y posparto, incontinencia urinaria, etc.
- Pediatría: Parálisis Cerebral Infantil, parálisis braquial obstétrica, bronquiolitis, artrogriposis, atención temprana, etc.
- Atención de problemas del sistema vascular, atención de amputados, drenajes linfáticos y venosos, etc.
- Neurología: ciática, hernia de disco, hemiplejías, esclerosis múltiple, párkinson, parálisis de origen neurológico, TCE, lesión medular, etc.
- Gerontología: pérdida de movilidad y funcionalidad del paciente anciano.

- Neumología: EPOC, fibrosis quística, lobectomía, etc.
- Traumatología y Ortopedia: esguinces, fracturas, luxaciones, roturas musculares, lesiones deportivas, desviaciones de la columna, recuperación postoperatoria.
- Reumatología: artrosis, artritis, fibromialgia, calcificaciones, osteoporosis, espondiloartritis, etc.
- Cardiología: reeducación al esfuerzo de pacientes cardiópatas.
- Coloproctología: incontinencia fecal.
- Oncología: linfedemas post-mastectomía.
- Hematología: hemofilia.
- Rehabilitación.
- Fisioterapia del paciente quemado.
- Salud mental.
- Otras: alteraciones psicosomáticas, estrés, etc.

En función de la patología o la lesión, la fisioterapia en algunos casos es terapia de primera elección, y en otros es un apoyo de gran ayuda al tratamiento médico o farmacológico.

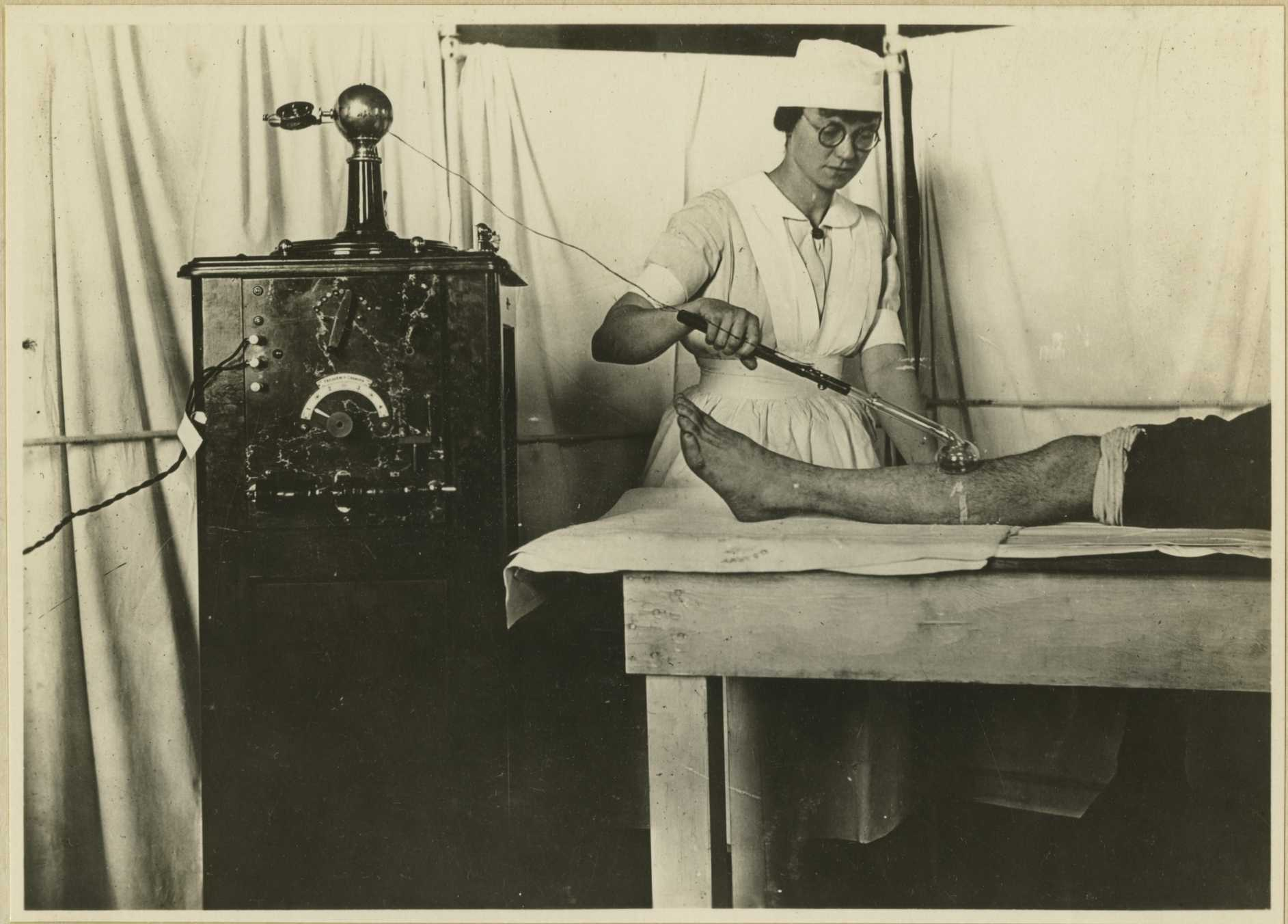
Una enfermera usa un tubo al vacío de alta frecuencia para la estimulación periférica. Un tratamiento habitual durante la Primera Guerra Mundial.

### Medios utilizados por la fisioterapia
- Técnicas propias de la Fisioterapia: Masaje Reflejo del Tejido Conjuntivo (BGM), método Kabat, Drenaje linfático Manual (DLM), concepto Bobath, Perffeti, Movilización neurodinámica *Cyriax o Masaje Trasverso profundo, Vojta, Punción Seca, * Electrólisis Percutánea Intratisular, etc.

- Cinesiterapia: consiste en el tratamiento de las enfermedades a través del movimiento.
- Termoterapia: aplicación de calor sobre el organismo a través de cuerpos materiales que presentan una temperatura elevada.
- Crioterapia: aplicación del frío sobre el organismo con un fin terapéutico.
- Hidroterapia: empleo del agua con fin terapéutico.
- Talasoterapia uso del medio marino y del clima marino.
- Electroterapia: Aplicación de energía electromagnética al organismo con el fin de producir sobre él reacciones fisiológicas y biológicas.
- Helioterapia: uso terapéutico de los rayos solares.
- Hidrocinesiterapia: realización de ejercicios en el medio acuático.
- Fototerapia: tratamiento de lesiones mediante la aplicación de luz: ultravioleta o infrarrojos.
- Vendaje neuromuscular o kinesiotaping: Cintas de algodón con un adhesivo acrílico usadas para tratar lesiones de atletas y otros trastornos físicos.
- Vendaje funcional: técnica de inmovilización parcial que se emplea en lesiones tendinosas, musculares y de ligamentos principalmente.
- Mecanoterapia:Método curativo de algunas enfermedades que se fundamenta en el empleo de aparatos especiales para producir movimientos activos o pasivos en una parte del cuerpo.

### Agentes Físicos
En fisioterapia se utilizan agentes físicos mediante el uso de tecnologías de equipos biomédicos:
- Electroterapia: aplicación de corrientes eléctricas.
- Ultrasonoterapia: aplicación de ultrasonidos.
- Hipertermia de contacto: Aplicación de equipos de hipertermia o diatermia de contacto.
- Hidroterapia: Terapia por el Agua.
- Termoterapia: Terapia por el Calor.
- Mecanoterapia: aplicación de ingenios mecánicos a la Terapia.
- Radiaciones: excepto radiaciones ionizantes.
- Magnetoterapia: Terapia mediante Campos Electromagnéticos.
- Crioterapia: Terapia mediante el Frío.
- Láserterapia.
- Vibroterapia.
- Presoterapia.
- Terapia por Ondas de Choque.
- Terapia Físico vascular estimula la musculatura lisa de los vasos sanguíneos especialmente de los más pequeños en el cuerpo llamados capilares mediante una onda electromagnética específica.
- Electro bio-feedback.

### Terapias manuales
Entre los diversos métodos físicos que aplica el fisioterapeuta, destaca la terapia manual (en sus diversas concepciones, ya sean diferentes tipos de masajes, movilización de articulaciones, manipulación vertebral, recolocación postural, etc.). Por conceptualización una de las herramientas principales del fisioterapeuta son sus manos, y en consecuencia la gran variedad de técnicas de terapia manuales, como:
- Kinesioterapia, o Terapia por el Movimiento.
- Manipulación vertebral y de articulaciones periféricas. Fisioterapia Manual Ortopédica o Terapia Manual (del inglés Manual Therapy)
- Ejercicios Terapéuticos.
- Reeducación postural global y métodos kinésicos manuales analíticos o globales de valoración y tratamiento, potenciación, estiramiento y reequilibración de la función músculo-esquelética. (Distintas concepciones según la escuela: así, tenemos distintos conceptos, como la R.P.G., Método Mézières, Cadenas Musculares, método G.D.S., etc.)
- Control motor.
- Movilizaciones articulares, neuro-meníngeas, fasciales y viscerales.
- Estiramientos Analíticos en Fisioterapia: Maniobras terapéuticas analíticas en el tratamiento de patologías músculo-esquelética.
- Métodos manuales de reeducación del tono postural, sinergias y patrones neuro-motores patológicos en el caso de la Fisioterapia Neurológica ( Igualmente, aquí encontramos distintos conceptos según la escuela: Brunnstrom, Bobath, Perfetti, Vojta, Castillo-Morales, LeMetayer, etc.)
- Métodos manuales de desobstrucción de la vía aérea, reequilibración de los parámetros ventilatorios, y reeducación al esfuerzo en el caso de la Fisioterapia Respiratoria.
- Gimnasia hipopresiva (también denominada gimnasia miasténica hipopresiva), técnica procedente del Método Hipopresivo y otros métodos analíticos o globales para la reeducación de disfunciones pélvicas uro-ginecológica en el ámbito de la Fisioterapia Obstétrica.
- Vendaje funcional y Kinesio-Taping o Vendaje Neuromuscular, es la utilización de unas cintas de esparadrapo elástico cuyas propiedades se asemejan a las de la piel, aplicadas sobre ella con diferentes grados de tensión.
- Fibrólisis Diacutánea
- Masoterapia:  uso de distintas técnicas de masaje.

## Posibles efectos secundarios y contraindicaciones
La Fisioterapia, al ser una terapia que se basa en elementos como son los agentes físicos, en general no produce efectos secundarios, ni mucho menos toxicidad de ningún tipo. Si hubiera efectos secundarios, estos se deberían a las contraindicaciones que las diversas terapias presentan, o bien, como en toda praxis médica, debido a una mala actuación profesional.
Algunas de estas contraindicaciones son:
- Cinesiterapia: Procesos inflamatorios o infecciosos, fracturas en período de consolidación, hiperlaxitud articular, tumores óseos o medulares, osteoporosis, articulaciones dolorosas, derrames articulares o rigideces articulares postraumáticas.
- Manipulaciones: cáncer óseo, fracturas, vértigos por insuficiencia vertebro-basilar, osteoporosis, artritis reumatoide, síntomas cuya causa no es identificada, procesos que cursan con infección o inflamación.
- Fisioterapia Respiratoria: Tórax rígido, osteoporosis, fracturas costales, neumotórax, marcapasos, hemoptisis, alteraciones de la coagulación, espasmo bronquial, cardiopatías, inestabilidad hemodinámica, distrés respiratorio, broncoespasmo, fatiga, enfisema pulmonar.
- Electroterapia: alteraciones cutáneas, procesos infecciosos o inflamatorios locales, fragilidad capilar, fiebre, tumores, hipersensibilidad o hiposensibilidad cutánea, osteoporosis, fracturas, afecciones del S.N.C (como miopatía, esclerosis múltiple,…), tromboflebitis, zona carotídea , paciente con marcapasos, cardiopatías,  área cardiaca, en la espalda o abdomen de mujeres embarazadas. Tampoco en la proximidad o trayecto de elementos metálicos o prótesis que pudiera presentar el paciente.
- Magnetoterapia: enfermedades víricas, micosis, hipotensión, hemorragias o heridas hemorrágicas, enfermos portadores de marcapasos.
- Hidroterapia: procesos infecciosos (conjuntivitis vírica, bronquitis, otitis,etc.), incontinencia urinaria y fecal, estados febriles, personas que presenten alteraciones de la termorregulación, hipotensión o hipertensión arterial grave, úlceras varicosas, patologías cardiovasculares y respiratorias graves.
- Termoterapia: cardiopatías, afecciones inflamatorias de la cavidad abdominal (ej: apendicitis), inflamaciones agudas en el aparato locomotor.
- Crioterapia: alergia o hipersensibilidad al frío, enfermedad de Raynaud, afectaciones reumatoides, parálisis o coma, urticaria, hemoglobinuria, eritema, enfermedad coronaria o enfermedad hipertensiva.
- Terapia lumínica: foto sensibilidad, tuberculosis pulmonar activa, hipertensión, hipertiroidismo, arterioesclerosis avanzadas, úlceras gastroduodenales, cardiopatías descompensadas.
- Vibroterapia: prótesis e implantaciones metálicas, trastornos vasculares o hematológicos, marcapasos, trastornos de coagulación, hipoestesia, infecciones e inflamaciones agudas, tumores, en embarazadas, sobre placas epifisarias, fracturas, Diabetes Mellitus.
- Fisioterapia en geriatría: ayuda a prevenir, promover, curar y recuperar la salud del individuo mayor aplicando técnicas basadas en el cuerpo humano, movimiento, funciones, y su interacción con el entorno. puede beneficiar la salud cognitiva mediante los beneficios obtenidos en el sistema cardiovascular que se extiende al sistema cerebrovascular beneficiando e incremento de la neurogenesis, mejora de la citoestructura y mejora de las estructuras electrofisiológicas.

## Especialidades
Existen diferentes especialidades dentro del campo de la fisioterapia, que se cursan a modo de estudios de postgrado:
| - Fisioterapia Veterinaria - Fisioterapia Odontológica - Fisioterapia en Atención Primaria - Fisioterapia en Atención Especializada - Fisioterapia traumatológica - Fisioterapia oncológica - Fisioterapia ortopédica - Fisioterapia obstétrica - Fisioterapia ginecológica - Fisioterapia cardiovascular - Fisioterapia en cuidado crítico - Fisioterapia respiratoria - Fisioterapia en salud mental y psiquiatría - Fisioterapia torácica - Fisioterapia reumatológica | - Fisioterapia neurológica - Fisioterapia neurológica infantil - Fisioterapia geriátrica - Fisioterapia pediátrica - Fisioterapia Comunitaria - Fisioterapia uroginecológica - Fisioterapia Manual o terapia manual en ortopedia (del inglés manual therapy) - Fisioterapia del deporte - Fisioterapia en salud ocupacional y del trabajo - Fisioterapia en ergonomía - Fisioterapia en tratamientos alternativos - Fisioterapia plástica y estética - Fisioterapia especialista en balneoterapia e hidroterapia - Fisioterapia en Cuidados Paliativos |

Contando todas ellas con un planteamiento terapéutico propio para el abordaje de los cuadros nosológicos específicos antes citados.

## Fisioterapia y rehabilitación
Existe un error común y es considerar que fisioterapia y rehabilitación son lo mismo. La verdad es que la rehabilitación es el resultado de aplicar, entre otras cosas, la fisioterapia para la recuperación física, psíquica, social y laboral. Pero la rehabilitación no incluye solo la fisioterapia sino que intervienen en ella otros profesionales sanitarios o no. La fisioterapia se ocupa principalmente de la recuperación física, mientras que la rehabilitación es un trabajo multidisciplinar e integral en el cual intervienen, además de la fisioterapia, otras disciplinas como la logopedia, la terapia ocupacional, la psicología, y la rehabilitación y medicina física como especialidad médica, entre otras.
La terapia física, como método de recuperación, es una parte fundamental del proceso de rehabilitación después de una lesión grave. Si bien los detalles de la rehabilitación dependerán de objetivos individuales, los fisioterapeutas han puesto vital atención en este proceso. Un fisioterapeuta puede ayudar al paciente a formular objetivos apropiados a su estilo de vida.
La rehabilitación sirve para ayudar a los pacientes a regresar a su estado anterior o para mejorar su condición tanto como sea posible después de una enfermedad o lesión que ha causado dificultades físicas de un tipo u otro.

## Modelos de la salud usados en la fisioterapia
Se han propuestos diferentes modelos conceptuales para explicar y entender la discapacidad y el funcionamiento. Esta variedad puede ser expresada en una dialéctica de "modelo sanitario" versus "modelo social".
- Modelo sanitario: Considera la discapacidad como un problema de la persona directamente causado por una enfermedad, trauma o condición de la salud, que requiere de cuidados sanitarios prestados en forma de tratamiento individual por profesionales.
- Modelo Social: Considera el fenómeno fundamentalmente como un problema social, y principalmente como un asunto centrado en la integración de las personas en la sociedad.

## Marco profesional
El fisioterapeuta es un profesional sanitario con formación universitaria y estudios académicos. La Fisioterapia es una profesión sanitaria universitaria y solo se puede obtener el título de Fisioterapeuta a través de la obtención del grado universitario en una Universidad. El fisioterapeuta es un profesional que debe estar capacitado y autorizado para evaluar, examinar, diagnosticar, y tratar, las deficiencias, limitaciones funcionales y discapacidades de sus pacientes y clientes. La Confederación Mundial de Fisioterapia (WCPT) recomienda fisioterapeutas que hayan seguido programas educativos basados en estudios universitarios o de nivel universitario, con un mínimo de cuatro años, validados y acreditados por una institución de educación superior autorizado por los organismos de educación superior gubernamentales. La formación profesional prepara a los fisioterapeutas para ser profesionales autónomos capacitados para trabajar individualmente o en colaboración con otros miembros del equipo de salud.
El plan de estudios del fisioterapeuta incluye los conocimientos y experiencias de aprendizaje en las ciencias clínicas, cátedras orientadas al desarrollo propio de la Terapia Física, como: principios de Terapia Física, Fisioterapia, Terapia Especial; a la noción del cuerpo: Anatomía, Neurofisiología, Kinesiología, Fisiología General, Biología, Bioquímica; al conocimiento de las funciones del Equipo Interdisciplinario: Neurología, Farmacología, Traumatología, Pediatría, Psicología, Epidemiologia, Imagenología, Ortosis, Terapia ocupacional.
Los planes de estudios para el grado de fisioterapia además incluyen:
- Investigación para determinar si los pacientes o clientes requieren un mayor examen o derivación a otro profesional de la salud.
- Valoración de los pacientes o clientes mediante la obtención de una historia clínica y otras fuentes.
- Evaluación de los datos de la exploración (la historia, la revisión de los sistemas, y las pruebas y medidas) para tomar decisiones clínicas.
- Determinar un diagnóstico que guiará el futuro del paciente.
- Colaborar con los pacientes o clientes, miembros de la familia, otros profesionales y otras personas, para determinar un plan de atención que sea aceptable, realista, culturalmente competente, y centrado en el paciente.
- Proporcionar las intervenciones de terapia física necesarias para lograr las distintas metas y resultados.
- Promover la prevención, promoción de la salud y bienestar de todos los individuos.
- Prácticas hospitalarias, pasantías y programas de rehabilitación en bases comunitarias.

### Campo laboral
Los fisioterapeutas trabajan en clínicas y hospitales públicos, privados y militares, colegios de educación especial, residencias de ancianos y centros geriátricos, centros de salud y centros de investigación, tanto en atención primaria como especializada, con una gran capacidad e independencia profesional, al mismo tiempo que constituyen un elemento esencial en los equipos multidisciplinares en salud de gimnasios, centros deportivos y clubes deportivos, balnearios y spa. También, en gabinetes de ejercicio libre, clínicas del día, seguros de salud, asociaciones de enfermos y atención domiciliaria,
También se encuentran fisioterapeutas docentes en universidades o centros de formación continuada.
El mercado ha mostrado un rápido crecimiento en los últimos años, pero las tasas de empleo y los salarios promedio puede variar significativamente entre los diferentes países, estados, provincias o regiones.